# Houlletia
Houlletia – rodzaj roślin z rodziny storczykowatych (Orchidaceae). Obejume 10 gatunków rosnących w Ameryce Środkowej i Ameryce Południowej. Występują w takich krajach jak: Boliwia, Brazylia, Kolumbia, Kostaryka, Ekwador, Gwatemala, Gujana, Honduras, Nikaragua, Panama, Peru, Wenezuela.

## Systematyka
Rodzaj sklasyfikowany do podplemienia Stanhopeinae w plemieniu Cymbidieae, podrodzina epidendronowe (Epidendroideae), rodzina storczykowate (Orchidaceae), rząd szparagowce (Asparagales) w obrębie roślin jednoliściennych.
Wykaz gatunków
- Houlletia brocklehurstiana Lindl.
- Houlletia conspersa P.Ortiz
- Houlletia lowiana Rchb.f.
- Houlletia odoratissima Linden ex Lindl. & Paxton
- Houlletia roraimensis Rolfe
- Houlletia sanderi Rolfe
- Houlletia tigrina Linden ex Lindl.
- Houlletia unguiculata Schltr.
- Houlletia uribevelezii Sauleda
- Houlletia wallisii Linden & Rchb.f.